# 波伊尔巴赫
波伊尔巴赫（德语：Peuerbach），奧地利上奧地利州格里斯基兴县的一個市镇，位于豪斯鲁克山（Hausruck）的390米高处。南北长5.3公里，东西宽5.4公里，整个面积为11公里。丛林面积约占13.6%，耕地面积约为77.3%。
下辖的村落有：阿赫赖滕（Achleiten）、贝森贝格（Besenberg）、格赖恩斯富特（Greinsfurth）、哈尔加森（Haargassen）、克彭施泰根（ Köppensteegen ）、莱滕（Leithen）、波伊尔巴赫（Peuerbach）、比雷特（Pühret）、兰纳（Ranna）、施皮尔曼斯贝格（Spielmannsberg）、施泰因格吕讷雷特（Steingrüneredt）、施陶雷特（Staureth）、托马斯贝格（Thomasberg）、下特雷斯莱恩巴赫（Untertreßleinsbach）。居民姓氏主要為胡默（Humer）、瓦格纳（Wagner）、迈尔（Mayer）等。